# Municipio de Lincoln (condado de Dallas, Iowa)
El municipio de Lincoln (en inglés: Lincoln Township) es un municipio ubicado en el condado de Dallas en el estado estadounidense de Iowa. En el año 2010 tenía una población de 234 habitantes y una densidad poblacional de 2,46 personas por km².

## Geografía
El municipio de Lincoln se encuentra ubicado en las coordenadas 41°43′57″N 94°13′20″O / 41.73250, -94.22222. Según la Oficina del Censo de los Estados Unidos, el municipio tiene una superficie total de 95.11 km², de la cual 95,11 km² corresponden a tierra firme y (0 %) 0 km² es agua.

## Demografía
Según el censo de 2010, había 234 personas residiendo en el municipio de Lincoln. La densidad de población era de 2,46 hab./km². De los 234 habitantes, el municipio de Lincoln estaba compuesto por el 98,72 % blancos, el 0,43 % eran afroamericanos, el 0,43 % eran amerindios y el 0,43 % eran de una mezcla de razas. Del total de la población el 2,14 % eran hispanos o latinos de cualquier raza.